# Queen (parel)
De Queen, voorheen de Patersonparel (Engels: "Paterson Pearl") genoemd, is een onregelmatig gevormde barokke zoetwaterparel. De parel die 93 grein, wat overeenkomt met 23.25 karaat of 4.65 gram, weegt, was de eerste gave en grote parel die sinds de tijd van de oude Indianen in de rivieren van de Verenigde Staten werd gevonden. De gelukkige vinder was de timmerman Jacob Quackenbush. 
In de 19e eeuw waren parels in de mode en fraaie parels waren door hun schaarste zeer kostbaar. De moderne cultivéparels bestonden nog niet. De vondst van een grote roze parel in een in 1857 in de Notch Brook, in de buurt van Paterson, New Jersey, opgedoken mossel leidde tot een ware "pearl rush". Al snel waren de mosselbanken waarop slechts een op de vele mossels een parel verbergt verwoest. 
De "Patersonparel" werd voor $1,500 gekocht door de bekende juwelier Charles L. Tiffany, stichter van Tiffany & Co. in New York. De parel werd naar Parijs gebracht en kwam via een tussenhandelaar in bezit van keizerin Eugénie van Frankrijk. Sindsdien wordt de Patersonparel de "Queen", "Queenpearl" of "Tiffany Queen Pearl" genoemd.
De naam kan niet naar de eigenaresse, een keizerin, verwijzen. Het is een naam die verwijst naar de schoonheid van deze parel die uitmunt in grootte, vorm, kleur, glans en gaafheid. De Franse keizerin droeg ook een grote witte parel, stammend uit de voormalige Franse koninklijke collectie, die "La Reine des Perles" werd genoemd.
Keizerin Eugénie schonk na haar vlucht in 1870 een assortiment parels aan haar Amerikaanse tandarts, dr. Thomas W. Evans, die haar Parijs uit wist te smokkelen. Via dr. Evans belandde de parel in de Verenigde Staten.
Het is onduidelijk of een grote onregelmatig gevormde roze parel in de collectie van het Smithsonian Museum werkelijk de Queen is. Deze barokparel weegt 93 grein maar Kunz spreekt over de perfect ronde Queen. Charles L. Tiffany schreef niet over de vorm, alleen over de prijs. Het museum meent dat het toeval van de overeenkomende gewichten te groot is en wijst er op dat perfect ronde zoetwaterparels uiterst zeldzaam zijn. De in Schotland gevonden Abernathyparel is een uiterst zeldzaam voorbeeld van zo'n parel.
De roze parel in het Smithsonian Museum is gevat in een speld in de vorm van een met diamanten versierde groen geëmailleerde slang.